# Spartopteryx tibetica
Spartopteryx tibetica är en fjärilsart som beskrevs av Eugen Wehrli. Spartopteryx tibetica ingår i släktet Spartopteryx och familjen mätare. Inga underarter finns listade i Catalogue of Life.